# Symphonie no 2 de Tchaïkovski
Pour les articles homonymes, voir Symphonie no 2.
La Symphonie no 2 en ut mineur, op. 17, dite « Petite-russienne » (en russe : Малороссийская), de Piotr Ilitch Tchaïkovski, fut composée entre juin et novembre 1872, puis révisée par le compositeur entre décembre 1879 et janvier 1880.

## Structure
1. Andante sostenuto - Allegro vivo (ut mineur)
2. Andantino marziale, quasi moderato (mi bémol majeur)
3. Scherzo. Allegro molto vivace (ut mineur)
4. Finale. Moderato assai - Allegro vivo (ut majeur)

## Orchestration
| Instrumentation de la Symphonie no 2                                            |
| Bois                                                                            |
| 1 piccolo, 2 flûtes, 2 hautbois, 2 clarinettes (en si bémol et ut), 2 bassons   |
| Cuivres                                                                         |
| 4 cors (en fa), 2 trompettes (en ut), 3 trombones (2 ténors et 1 basse), 1 tuba |
| Percussions                                                                     |
| timbales, cymbales, grosse caisse, tam-tam                                      |
| Cordes                                                                          |
| premiers violons, seconds violons, altos, violoncelles, contrebasses            |

## L'œuvre
Le surnom « Petite Russie » provient de Nikolaï Dimitrievich Kashkine, un critique musical de Moscou connu de Tchaïkovski. Ce surnom affectueux était aussi celui de l'Ukraine, et Kashkine le trouvait approprié puisque que l'œuvre inclut plusieurs airs folkloriques ukrainiens. Tchaïkovski avait d'ailleurs commencé à y travailler alors qu'il séjournait dans cette région.
La première représentation de la version de 1872 eut lieu à Moscou, le 26 janvier / 7 février 1873, sous la direction de Nikolaï Rubinstein. La version de 1879-1880 fut jouée pour la première fois à Saint-Pétersbourg, le 31 janvier / 12 février 1881, sous la direction de Karl Zike.
La symphonie est dédiée à la branche moscovite de la Société Impériale Russe de Musique et son exécution dure environ 40 minutes pour la version de 1872, et 35 minutes pour la version de 1879-1880. La version de 79-80 est la version la plus jouée actuellement mais sa supériorité sur celle de 72 est discutée.
Remarquons aussi que Tchaïkovski arrangea sa deuxième symphonie pour deux pianos (quatre mains) en mai - septembre 1873. Il révisa son travail en décembre 1879 - janvier 1880.